# Зубковская, Инна Борисовна
И́нна Бори́совна Зубко́вская (урождённая Изра́илева; 1923—2001) — артистка балета и педагог, солистка Мариинского театра в 1941—1970 годах, преподаватель ЛАХУ (с 1965), профессор. Народная артистка РСФСР (1957).

## Биография
Родилась 29 ноября 1923 года в Петрограде. Училась в Московском хореографическом училище при Большом театре, которое окончила в 1941 году по классу педагога М. А. Кожуховой. После окончания училища была принята в труппу Большого театра, но вскоре началась Великая Отечественная война и Инна вместе с семьёй эвакуировалась в Молотов. Там же в эвакуации оказался и ленинградский Кировский театр; чтобы не потерять балетные навыки, Зубковская попросилась позаниматься в балетном классе. Война затянулась, Зубковская влилась в труппу Кировского театра и уехала с ним в Ленинград.
Была одной из первых исполнительниц партии Мехменэ-Бану и первой исполнительницей партии Фригии, создала запоминающиеся образы Одетты-Одиллии, Эсмеральды, Хозяйки Медной горы, Сюимбике, Никии, Заремы. Её исполнение отличали красота хореографического рисунка, богатство танцевальных преображений. Артистка отличалась своей красотой:

Величаво-отчуждённая красота, сдерживаемая эмоциональность Зубковской завораживали зрителя. Никогда не открываясь целиком, она, словно снисходя до зрителя, хранила в себе холод абсолютной истины и вечной тайны.
— А. А. Соколов-Каминский
Начиная с 1965 года преподавала в Ленинградское академическое хореографическое училище, воспитав таких балерин, как Алтынай Асылмуратова, Лариса Лежнина, Эльвира Тарасова, Оксана Кузьменко, Вероника Парт, Екатерина Осмолкина. Также преподавала за рубежом: в 1980—1981 годах в балетной школе Каракаса (Венесуэла), в 1983—1985 годах — в Римской опере (Италия).
Скончалась 5 февраля 2001 года в Санкт-Петербурге. Похоронена на Комаровском кладбище.
30 ноября 2024 года на фасаде дома на набережной реки Фонтанки, д. 56, где жила Зубковская, была открыта памятная доска.

### Личная жизнь
- первый муж — танцовщик, солист Ленинградского театра оперы и балета Николай Зубковский (1911—1971). Их дочь Екатерина Зубковская (1951—2013) также стала артисткой балета. В 1970—1993 годах она танцевала в Кировском (Мариинском) театре, в 1991—1995 годах работала педагогом-хореографом в Национальной академии танца в Риме и в Сеульском национальном театра (Корея), в 1995—2000 годах преподавала характерный танец в Академии русского балета им. А. Я. Вагановой.
- второй муж — танцовщик, солист Ленинградского театра оперы и балета Святослав Кузнецов (1930—1992).

## Репертуар
- 1941 — «Эсмеральда» Ц. Пуни — Эсмеральда
- «Лебединое озеро» П. И. Чайковского, хореография М. Петипа и Л. Иванова в редакции Ф. В. Лопухова — Одетта—Одиллия
- «Лебединое озеро» П. И. Чайковского, хореография А. Я. Вагановой — солистка в па-де-труа
- «Баядерка» Л. Минкуса, хореография М. Петипа в редакции В. И. Пономарёва и В. М. Чабукиани — Никия
- «Дон Кихот» Л. Минкуса — Китри, Уличная танцовщица, Цветочница
- «Раймонда» А. К. Глазунова, хореография М. Петипа в редакции К. М. Сергеева — Раймонда, Подруга Раймонды
- «Спящая красавица» П. И. Чайковского, хореография М. Петипа — Фея Сирени, принцесса Флорина
- «Жизель» А. Адана — Зюльма
- «Бахчисарайский фонтан» Б. В. Асафьева, хореография Р. В. Захарова — Зарема
- «Спартак» А. И. Хачатуряна, хореография Л. В. Якобсона — Фригия (первая исполнительница)
- «Легенда о любви» А. Меликова, хореография Ю. Н. Григоровича — Мехменэ-Бану (первая (в некоторых источниках вторая) исполнительница)
- «Каменный цветок» С. С. Прокофьева, хореография Ю. Н. Григоровича — Хозяйка Медной горы
- «Шурале» Ф. З. Яруллина — Сюимбике
- «Гаянэ» А. И. Хачатуряна — Гаянэ
- «Отелло» А. Д. Мачавариани, хореография В. М. Чабукиани — Бианка (первая исполнительница)
- «Пламя Парижа» Б. В. Асафьева, хореография В. И. Вайнонена — Мирель де Пуатье
- «Золушка» С. С. Прокофьева — Фея Лета (первая исполнительница), Кривляка
- «Конёк-Горбунок» Ц. Пуни, хореография М. Петипа и А. А. Горского в редакции Ф. В. Лопухова — Жемчужина
- «Египетские ночи» А. С. Аренского — Береника
- «Жемчужина» — Женщина в холле (первая исполнительница)
- «Татьяна» — Татьяна
- «Вальпургиева ночь» в опере «Фауст» Ш. Гуно, хореография Л. М. Лавровского — Вакханка
- Танцы в опере «Хованщина» М. П. Мусоргского — Персидка

Концертный репертуар
Из балета «Хореографические миниатюры» Л. В. Якобсона
- «Вальсы Равеля» — 4-й вальс (первая исполнительница)
- «Вечный идол»
- «Маха» («Испанские миниатюры»)

## Фильмография
- 1954 — кинофильм-опера «Алеко» (Земфира)
- 1971 — телефильм-концерт «Хореографическая симфония»
- 1969 — фильм-балет «Легенда о любви»
- 1969 — художественный фильм «Миф» (Седлецкая)

## Признание и награды
- заслуженная артистка РСФСР (1955)
- народная артистка РСФСР (1957)[8]
- Сталинская премия второй степени (1951) — за исполнение партии Девушки-птицы в балетном спектакле «Али-Батыр» («Шурале») Ф. З. Яруллина (1950)
- лауреат I премии Фестиваля молодёжи и студентов в Бухаресте (1953)
- орден Трудового Красного Знамени (10.06.1988)
- медали